# Li Jian (Eishockeyspieler)
Li Jian (chinesisch 李健, Pinyin Lǐ Jiàn; * 19. Juli 1989) ist ein ehemaliger chinesischer Eishockeyspieler, der zuletzt bis 2013 bei China Dragon in der Asia League Ice Hockey unter Vertrag stand.

## Karriere
Li Jian begann seine Karriere als Eishockeyspieler in der Nachwuchsabteilung der Eishockeymannschaft von Harbin. 2009 wechselte er zu China Dragon, die einzige chinesische Profimannschaft, für die er in der Saison 2009/10 sein Debüt in der länderübergreifenden Asia League Ice Hockey gab. Nach vier Jahren in der Asia League, in denen er mit seiner Mannschaft nie die Playoffs erreichen konnte, beendete er 2013 seine Karriere.

### International
Für China nahm Li Jian im Juniorenbereich 2007 an der U18-Weltmeisterschaft und der U20-Weltmeisterschaft jeweils in der Division III teil. 2009 stand er bei der U20-Weltmeisterschaft in der Division II auf dem Eis.
Im Seniorenbereich stand der Verteidiger im Aufgebot Chinas bei den Weltmeisterschaften der Division II 2010, 2011 und 2012.

## Erfolge und Auszeichnungen
- 2007 Aufstieg in die Division II bei der U18-Junioren-Weltmeisterschaft der Division III
- 2007 Aufstieg in die Division II bei der U20-Junioren-Weltmeisterschaft der Division III

## Asia-League-Statistik
(Stand: Ende der Saison 2012/13)